# 무차치타스 코모 투
《무차치타스 코모 투》(스페인어: Muchachitas como tú)은 2007년 방영된 멕시코의 텔레노벨라이다.